# Бьянда, Вильям
Вилья́м Людови́к Брандо́н Бьянда́ (фр. William Ludovic Brandon Bianda; род. 20 апреля 2000, Сюрен, Франция) — французский футболист, защитник.

## Карьера
Начал играть в академии французского клуба «Ред Стар». В 2014 году перешёл в академию «Ланса». В начале 2018 года стал игроком основной команды. Летом того же года перешёл в Рому, где играл за молодёжную команду. Сумма трансфера составила 6 миллионов евро.
В августе 2020 года отправился в аренду в «Зюлте-Варегем». В Лиге Жюпиле дебютировал в матче против «Шарлеруа».
В августе 2021 года отправился в аренду в «Нанси».

## Карьера в сборной
Играл за сборные Франции до 16, 17, 18 и 19 лет.